# Lee Naylor (piłkarz)
Lee Martyn Naylor (ur. 19 marca 1980 w Bloxwich, Anglia) – angielski piłkarz występujący na pozycji obrońcy.

## Kariera
Swoją karierę piłkarską rozpoczynał w roku w juniorskim zespole Wolverhampton Wanderers. Do pierwszej kadry został włączony rok później. W trakcie dziewięcioletniego pobytu w tej drużynie wystąpił w 334 spotkaniach we wszystkich rozgrywkach. Poza tym w sezonie 2000/2001 został wybrany najlepszym piłkarzem klubu przez kibiców. W roku 2006 podpisał kontrakt z Celticiem. W drużynie tej Naylor zadebiutował w wygranym 2:1 meczu z Hibernianem. W marcu 2008 roku w meczu z tym samym klubem zdobył pierwszą bramkę dla Celticu. W szkockim zespole był jednym z podstawowych zawodników i wystąpił w ponad 100 ligowych meczach, w których zdobył trzy bramki. W lipcu 2010 przeszedł do walijskiego Cardiff City. Następnie grał też w Accrington Stanley i Derby County.
Naylor wystąpił w trzech meczach reprezentacji Anglii do lat 21.